# Salomé (telenovela)
Salomé es una telenovela mexicana producida por Juan Osorio y transmitida entre 2001 y 2002 por el Canal de las Estrellas. Es la segunda versión que Televisa adapta de la original chilena La Colorina. Está protagonizada por Edith González y Guy Ecker junto con la primera actriz María Rubio, Sebastián Ligarde, Roberto Vander, Alejandra Procuna y Jackeline Arroyo en los roles antagónicos. Acompañados por Rafael Amaya, Ernesto D'Alessio y José María Torre. 

## Argumento
En la década de los ochenta, Salomé es una encantadora y guapa bailarina de cabaret que trabaja en el salón D'Rubí junto a su mejor amiga, Karicia, una bailarina y cantante, y Yolanda, la dueña del local. 
Salomé y Karicia se reencuentran con Diego Duval, un amigo de ambas de clase alta que realmente es un vividor. Después de una noche de juerga, Diego les debe dinero a ambas mujeres, así que decide llevárselas ebrias a casa de su cuñado, Julio Montesino. Allí, Salomé se enamora platónicamente de Julio.
Julio Montesino es un elegante y guapo profesor que está casado con Ángela Duval, hermana de Diego. Ángela es bella y joven, pero es enferma y estéril; a sus sufrimientos por sus problemas de salud se une la presencia de su suegra, Lucrecia de Montesino, cuya obsesión por tener un nieto la lleva a buscar otra mujer para que tenga un hijo con Julio.
En sus intentos por ser abuela, doña Lucrecia recurre a Laura, la exnovia de Julio (a quien este último dejó para estar con Ángela) pero Laura se niega a participar en sus planes, por lo que la anciana elige a Salomé como la candidata ideal, ya que al ser cabaretera no tiene una buena situación económica y Julio sería incapaz de dejar a su esposa, así que planea varios encuentros casuales entre ambos. Después de un incidente en el cabaret, Salomé nuevamente regresa a la casa de los Montesino.
Julio y Salomé se enamoran al poco tiempo y se reencuentran en la ciudad de Tampico, donde consuman su amor. Pocas semanas después, Salomé descubre que está embarazada. Cuando Lucrecia se entera de esto, convence a Salomé de pasar su embarazo en la casa y le da a firmar un documento para que le entregue al bebé en cuanto nazca y reciba un pago por ello.
Salomé acepta entregar a su hijo a Lucrecia y recibir el dinero pero al dar a luz se encariña con su hijo y se arrepiente de su decisión por lo que intenta llevarse a su hijo y negarse a recibir el dinero, pero Lucrecia no está de acuerdo con esto. Así pues, con la ayuda de Manola, el ama de llaves y de Hipólito, un humilde fontanero, y el cuñado de este, Piro, Salomé logra escapar con su bebé. Al descubrirlo, Lucrecia contrata detectives para que los busquen, sin embargo, esta búsqueda no tiene éxito.
Al mismo tiempo, Marta, la esposa de Hipólito, se siente desdichada con su vida de ama de casa y decide abandonar a su marido y a sus dos hijos de corta edad para huir con otro hombre. Con la intención de despistar a los detectives, Salomé le pide a Hipólito que le preste sus hijos algún tiempo, a lo que Hipólito accede para no dejar a sus hijos sin madre. Salomé se encariña con los hijos de Hipólito así que llega a un acuerdo con este último para que ella pueda quedarse con los niños y criarlos como suyos.
Con su nombre verdadero, Fernanda Quiñones, Salomé huye a Ciudad Juárez con los tres bebés. Allí comienza una nueva vida, monta un salón de belleza y cría a los tres niños como propios. Pasado algún tiempo, Fernanda conoce a un hombre mayor de clase alta con el que se casa y toma su apellido, pero ella enviuda pronto. 
Pasan veinte años desde que Salomé escapó; ahora ella es una rica empresaria. Sus tres hijos, José Julián, José Armando y José Miguel, deciden irse a la capital a estudiar en la universidad. Su madre, temerosa de que sean encontrados por quienes los persiguieron, los busca y se ve obligada a enfrentarse a su pasado. 
Karicia, después de una relación amorosa fallida relación con Lucho, ahora es alcohólica, y trabaja como limpiadora en el salón D'Rubí, cuyo propietario ahora es el propio Diego Duval, que se entera de la llegada de Fernanda a la ciudad. Ángela, que falleció cinco años después de la fuga de Fernanda, ha dejado en testamento su fortuna al hijo de esta última.
Diego comienza a acechar, y secuestrar e intentar asesinar a los hijos de Fernanda y a ella misma. José Julián, se enamora de Karla, la hija de Laura y Gustavo, quienes murieron en un accidente cuando esta era niña y la dejan a manos de la familia Montesino y ahora Julio se vuelve el padre de ella, José Armando se casa con Natalia, una joven que muere pronto por una enfermedad terminal y lo deja con una pequeña bebé y José Miguel se enamora de una joven llamada Romina, que la rechaza en un principio por trabajar en el salón D'Rubí pero finalmente se perdonan. 
Don Arturo, el padre de Julio, muere asesinado en manos de Diego, pero Fernanda le revela quien es su verdadero nieto. Lucrecia se obsesiona con los hijos de Fernanda e intenta descubrir quien es su nieto, no será hasta el final que se arrepiente de sus actos y queda sin habla cuando Fernanda le dice quien de los tres es su nieto. Diego desenmascara a Salomé delante de los hijos de esta, en un principio los tres jóvenes no aceptan a su madre, pero solo el amor incondicional de una madre los vuelve a unir. Karicia es rescatada por Fernanda del alcoholismo y le salva la vida tras ser herida por Diego, que finalmente muere. 
Doña Lucrecia sufre un embolia por darle su fortuna a Anthony un señor más joven que ella. La cual él golpea a Doña Lucrecia.  
Fernanda revela la verdad a sus tres hijos y se descubre que José Julián es el hijo biológico de ella y Julio. Fernanda se casa con Julio y ella se reconcilia con Doña Lucrecia. Ahora sus tres hijos, Julio y ella se reencuentran en el Salón D' Rubi, culminando con un baile y un beso.

## Reparto
- Edith González - Fernanda Quiñones de Lavalle / de Montesino "Salomé"
- Guy Ecker - Julio Montesino
- María Rubio - Lucrecia de Montesino
- Sebastián Ligarde - Diego Duval Carrera
- Aarón Hernán - Don Arturo Montesino
- Mónika Sánchez - Ángela Duval Carrera de Montesino
- Patricia Reyes Spíndola - Manola
- Niurka - Karicia Zambrano de Cisneros / Platonia
- Roberto Vander - Mauricio Valdivia Firma
- Roberto Palazuelos - Humberto Treviño «El Figurín»
- Rafael Amaya - José Julián Lavalle Quiñones / José Julián Montesino Quiñones
- Ernesto D'Alessio - José Miguel Lavalle Quiñones / José Miguel Sánchez Osorio
- José María Torre - José Armando Lavalle Quiñones / José Armado Sánchez Osorio
- Alessandra Rosaldo - Karla Cansino Montiel
- Yolanda Montes "Tongolele" - Yolanda Carranza
- Alejandra Procuna - Rebeca Santos Landa
- Claudia Silva - Eva Mendoza
- Julián Bravo - Guillermo Cifuentes
- Raúl Ramírez - Doctor Iñigo Urrutia
- Rodrigo Vidal - Danny Carranza / Soraya
- Milton Cortés - David Mejía "El Matador"
- José Cantoral - Lucho
- Paty Díaz - Marta Osorio de Sánchez
- Katie Barberi - Laura Montiel de Cansino
- Susana Zabaleta - Susana Muñiz de Ramos
- Thelma Tixou - Teporocha
- Andrés García Jr. - Víctor
- Jaime Garza - Hipólito Sánchez
- Carlos Eduardo Rico - Piro Osorio
- Rosita Pelayo - Kikis
- Leticia Perdigón - Dolores "Lola" Campos
- Pablo Cheng - Willy
- Ana María Aguirre - Malvis
- Rosy Calderón - Rosy
- Hamen Gómez - Chivo
- Carlos González - Cairo
- Arturo Guízar - Abel
- Martín Hernández - Arcadio
- Juan Imperio - Animador
- Sergio Jiménez - Juez
- Los Joao - Orquesta
- Carmen Molero - Adela
- Leo Navarro - Caritas
- Romina Ivana Pasos - Lupita
- Armando Quiñónez - Nicolás
- Alberto Salaberry - Juan "Juanito" Pérez (Adulto)
- Lorena Álvarez - Luisa
- Mauricio Castillo - El verdadero Enrique Ramos
- Antonio Brenan - Chava
- Jorge Brenan - Nacho
- Carmen Becerra - Diana de Rojas
- Christian Ruiz - Aldo Valdivia
- Yuliana Peniche - Money
- Damián Mendiola - Mauro
- Fernando Robles - Pancho
- Marco Uriel - Roberto
- Mario Casillas - Rodrigo Lavalle
- Thaily Amezcua - Romina Mejía Campos
- Kelchie Arizmendi - Natalia
- Raúl Castellanos - Juan "Juanito" Pérez (Niño)
- Constanza Fernández - Yadhira
- Luis Romo - Manotas
- Damián Sarka - Diente de Oro
- Moisés Suárez - Germán
- Teo Tapia - Gustavo Cansino
- Ramón Abascal - Padre
- Miguel Ángel Cardiel Serapio
- Jackeline Arroyo - Irma
- Eduardo Verástegui - Eduardo
- Yamile Bolahesen - Fernanda Quiñones "Salomé" (Niña)
- Carlos Szavozd - Güerejo
- Marco Méndez - León
- Patricia Ramírez - Mercedes
- Zully Keith - Rosario
- Hilda Aguirre - Nery
- Agustín Arana - Raúl
- Yalda - Ana
- Iliana de la Garza - Leonor
- Belinda del Villar - Flaca y ojerosa
- María Prado - Nina
- María Clara Zurita - Morena
- María Fernanda - Raquel Quiñones "La Fiera"
- Denisse Padilla - Denisse
- Jessica Segura - Estrellita
- Sylvia Eugenia Derbez - Brenda Jurado
- Edgar Ponce - Javier
- Oscar Traven - Anthony Corcuera
- Jorge Van Rankin - Nelson Cisneros
- Samuel Gallegos - Policía / Detective
- Raúl Ochoa - Lalo
- Norma Iturbe - Petra
- Ana María de Panamá - Laura "Laurita"
- Ragazzy - Ellos Mismos
- Erika Guzmán
- Mónica Panni - Enfermera de Salomé

## Premios

### Premios TVyNovelas 2002
| Categoría                  | Nominado(a)             | Resultado |
| -------------------------- | ----------------------- | --------- |
| Mejor telenovela           | Juan Osorio             | Nominada  |
| Mejor actriz protagónica   | Edith González          | Nominada  |
| Mejor actor protagónico    | Guy Ecker               | Nominado  |
| Mejor primera actriz       | Patricia Reyes Spíndola | Nominada  |
| Mejor actriz de reparto    | Niurka                  | Ganadora  |
| Mejor actor de reparto     | Rodrigo Vidal           | Ganador   |
| Mejor revelación masculina | Rafael Amaya            | Nominado  |

### TV Adicto Golden Awards
| Año  | Categoría                 | Nominados   | Resultado |
| ---- | ------------------------- | ----------- | --------- |
| 2010 | Mejores números musicales | Juan Osorio | Ganadora  |

## Versiones
- La versión original de este melodrama es la telenovela de origen chileno La Colorina, producida en 1977 por TVN y protagonizada por Liliana Ross, Violeta Vidaurre y Patricio Achurra.
- Televisa realizó en 1980 una versión de esta telenovela titulada Colorina, producida por Valentín Pimstein y protagonizada por Lucía Méndez y Enrique Álvarez Félix.
- En el año 1993 se realizó en Argentina otra versión de esta historia, titulada Apasionada, protagonizada por Susú Pecoraro y Darío Grandinetti.
- Colorina, producida en 2017 por Michelle Alexander para América Televisión, protagonizada por Magdyel Ugaz y David Villanueva.

## Lanzamientos en DVD

### Región 2
Pandastorm Pictures estrenó una primera caja de DVD en Alemania el 8 de mayo de 2015. Este box set de 10 discos, tiene los episodios 1-50; Región: Todas las regiones; Audio: Alemán DD 2.0, Español DD 2.0.